# Alicia Moravčíková
Alicia Moravčíková (Banská Bystrica, 5 dicembre 1994) è una cestista slovacca.

## Carriera
Con la Slovacchia ha disputato due edizioni dei Campionati europei (2021, 2023).